# 萨拉塔莫
萨拉塔莫（西班牙語：Zarátamo）是西班牙巴斯克自治区比斯开省的一个市镇。总面积10平方公里，总人口1651人（2001年），人口密度165人/平方公里。